# Huntsman (fromage)
Pour les articles homonymes, voir Huntsman.
Le Huntsman est une combinaison de deux fromages anglais, le Stilton et le  Double Gloucester  qui sont assemblés à  la main en couches alternées. Ce fromage est produit par Long Clawson Dairy à Melton Mowbray. Huntsman est une marque commerciale.  

## Sources
- (en) Cet article est partiellement ou en totalité issu de l’article de Wikipédia en anglais intitulé « Huntsman cheese » (voir la liste des auteurs).